# Trinia kitaibelii
Trinia kitaibelii är en växtart i släktet Trinia och familjen flockblommiga växter. Den beskrevs av Friedrich August Marschall von Bieberstein 1819.
Arten är en perenn ört som förekommer från östra och sydöstra Europa till västra Sibirien. Det är osäkert om den har påträffats i Sverige.